# Confederació
Una confederació és una associació de comunitats o estats sobirans creada per mitjà d'un contracte real, constitució o tractat internacional per a l'assoliment d'alguns fins o propòsits comuns predeterminats. A diferència del que ocorre a les federacions, la sobirania dels membres de la confederació és més important que no pas la unió confederativa. Altres politòlegs consideren que la diferència entre les federacions i les confederacions és el grau de poder central del govern; en una confederació, les comunitats o estats membres cedeixen només uns pocs drets sobirans al govern central, tot i que no sempre conserven el dret a la secessió.
En aquesta línia, des del moviment de l'anarquisme social s'ha formulat el confederalisme democràtic que, en paraules de Murray Bookchin, «és una xarxa de consells administratius els membres o delegats dels quals són elegits en assemblees populars basades en la democràcia directa, la descentralització i la interdependència. Els membres dels consells confederals són revocables i responsables davant l'assemblea que els escull, per a que portin a terme la tasca de coordinar i administrar les polítiques allà formulades. La seva funció és purament administrativa i pràctica, i no com en el sistema republicà, una tasca orientada a la creació i desenvolupament de polítiques».
Les confederacions sovint s'han creat per resoldre afers crítics, com ara la defensa territorial, la representació estrangera, el comerç internacional, o l'adopció d'una moneda única. Les confederacions creen un tipus de govern central per donar suport a tots els membres. Una confederació, en termes polítics, es refereix a aquelles unions permanents entre estats sobirans amb una sola representació exterior o internacional. El grau del lligam entre els estats confederats pot variar; si l'aliança és forta, la confederació no es diferencia en res, de facto, de les federacions; en altres casos extrems, si l'aliança és prou dèbil un estat pot ser membre de més d'una confederació.

## Estats o territoris confederats històrics
- Corona d'Aragó (1137-1716)
- República de les Dues Nacions (unió personal confederada; 1447-1492, 1501-1569; diferents governs, exèrcits, tresoreries, lleis, divisions del territori, fronteres i categories de ciutadania, però parlament, moneda i monarca comú, el Gran duc de Lituània i Rei de Polònia).
- Suïssa (1291-1848), coneguda oficialment com a Confederació Suïssa.
- Les set províncies unides dels Països Baixos (1581-1795)
- Irlanda confederada (1641-1649)
- Confederació de la Nova Anglaterra (1643-1684)
- Estats Units d'Amèrica sota els Articles de la Confederació (1781-1789)
- Estats Confederats d'Amèrica, (1861-1865)
- Unió d'Estats Africans (1961-1963, Mali, Ghana i Guinea)
- Senegàmbia (1982-1989, Senegal, Gàmbia)
- Lliga Hanseàtica
- Províncies Unides de Nova Granada (1810-1816 al territori que és ara Colòmbia)
- Confederació dels Powhatan
- Confederació de l'Equador (1824) - al nord-est del Brasil.
- Confederació canadenca (1867-1870)
- Estats carlins d'Espanya (1872-1876) territoris forals de Biscaia, Àlaba, Guipúscoa i Navarra, units durant la Tercera guerra carlina, amb ministeris, moneda i infraestructura comuns.
- Sèrbia i Montenegro (2003-2006)
- República Àrab Unida (confederació de facto; 1958-1961, Egipte, Síria; 1963, Egipte, Síria i Iraq)
- Federació Àrab d'Iraq i Jordània (confederació de facto; 1958, (Iraq, Jordània)
- República federal àrab (confederació de facto; 1972, Egipte, Síria i Líbia)
- República Islàmica Àrab (confederació de facto; 1974, Líbia i Tunísia)
- Confederació Argentina (1835-1860)
- Confederació Perú-Boliviana (1836-1839)
- Unió de Kalmar (unió personal confederada; 1397-1523, Dinamarca, Suècia i Noruega)
- Dinamarca-Noruega (unió personal confederada; 1536-1814)
- Suècia-Noruega (unió personal confederada; 1814-1905)
- Confederació d'Amèrica Central o República d'Amèrica Central (1842-1844, El Salvador, Guatemala, Hondures i Nicaragua)
- Àustria-Hongria (confederació de facto, 1867-1918)
- Unió de Rússia i Belarús (1995)

## Altres confederacions
- Confederació General del Treball, CGT
- Confederació Nacional del Treball, CNT
- Confederalisme Democràtic del Kurdistan